# Дирибиторий
Дирибиторий (на латински: Diribitorium) е обществена сграда построена през 1 век пр.н.е. на Марсово поле в Рим.

## История
Началото на строителството на сградата е поставено от Марк Випсаний Агрипа, като част от мащабната му строителна програма включваща преоформянето на пространството около завършената от него Септа Юлия, но преждевременната му смърт налага довършителните работи по Дирибитория да бъдат извършени от Октавиан Август. Зданието е официално открито през 7 г. пр.н.е. в чест на завръщането на императора в Рим с пищни тържества ръководени лично от най-големия син на Агрипа Гай Цезар. В продължение на десетилетия след това, изглежда, сградата е действала без да бъде сериозно повреждана, но през 80 г. голям пожар разразил се на Марсово поле опустошава редица важни архитектурни монументи като сред тях, според Дион Касий, попада също Дирибитория. Впоследствие сградата е възстановена, но вътрешността остава под открито небе, защото нов покрив не е построен.

## Функция
Дирибиторият е изпълнявал функция свързана с изборните процеси. В него длъжностните лица отговорни за изборите, т.нар. дирибитори, са извършвали преброяването на гласовете, които гражданите подавали в разположената наблизо Септа Юлия. С постепенното утвърждаване на принципата и имперската форма на управление ролята на изборите като цяло намаляло, което довело до предоставянето на сградата за изпълнение на други дейности. Калигула, например, наредил разполагането на пейки в нея поради покривът ѝ, който позволявал тя да се превърне в покрита театрална зала използвана в особено горещи дни. Години по-късно, в продължение на две нощи, от покрива му император Клавдий наблюдавал и ръководил действията на действащите от самата сграда пожарникари за борбата с пожар, който бил избухнал в близка част от града носеща името Емилиана.

## Описание
Северовият мраморен план на Рим показва това здание като придадено към Септа Юлия от нейната южна страна. Смята се, че една от стените на Дирибитория е била открита и проучена по време на разкопки през 1884 г., a Дължината на по-късата ѝ страна се изчислява от някои учени на 43 метра. Сградата вероятно е била с правоъгълна форма и е покривала площ от около 5000 квадратни метра.
Още от времето на Август тя получава славата на най-голямата сграда поставена под единичен покрив изграден като фермова конструкция и неразчитащ на колони за опора. Плиний Стари отбелязва именно покрива на сградата като една от най-забележителните конструкции в града. За изграждането му са използвани греди най-вероятно изработени от дървото лиственица. За големия размах на покрива говори твърдението на Плиний, че в Септа Юлия, като обект предизвикващ любопитство, е била оставена една от гредите на покрива, която е притежавала впечатляващата дължина от 100 римски фута (30 метра) и диаметър на ствола от 1,5 фута (45 сантиметра).
Сградата остава за дълго първенец без съревнование по размера на покритото от покрива му пространство като след рухването на покрива при пожара от 80 г. възстановяването му е било невъзможно. Според съвременни изследвания сред подобните покриви на сгради в древен Рим, които са могли да се мерят по този показател с Дирибитория са били тези на две от големите зали на Флавиевия дворец – Аула Регия с ширина от 107 римски фута и Коенацио Йовис с 99 римски фута, както и покрива на Базилика Улпия с 85 фута.